# Andrei Pavel
Pour les articles homonymes, voir Pavel (homonymie).
Andrei Pavel, né le 27 janvier 1974 à Constanța, est un joueur de tennis roumain, professionnel sur le Circuit ATP de 1995 à 2009.
Durant sa carrière, il fut réputé pour être à l'aise sur toutes les surfaces. Il est l'un des rares joueurs à avoir autant de victoires que de défaites contre l'Australien Patrick Rafter (2-2).

## Biographie

### Carrière
Sa meilleure performance en Grand Chelem en simple est un quart de finale à Roland-Garros en 2002. Quatre ans plus tard, il est demi-finaliste du même tournoi en double.
Il a gagné trois tournois en simple dont le Masters du Canada en 2001 contre l'Australien Patrick Rafter. Parmi ses autres faits d'armes, il a disputé la finale de l'Open de Paris-Bercy en 2003 contre l'Anglais Tim Henman, atteint les demi-finales du Masters de Hambourg en 2000 ainsi que les quarts de finale à Roland-Garros en 2002 après avoir battu Tommy Haas, no 3 mondial.
Après son élimination au 1er tour de l'Open d'Australie 2009 (abandon contre Andy Murray alors qu'il était mené 6-2, 3-1), il annonce en conférence de presse le 20 janvier 2009 qu'il met un terme à sa carrière à cause de ses problèmes récurrents au dos. Il revient finalement sur sa décision en mai et dispute une dernière fois les trois autres tournois du Grand Chelem, où il s'incline dès le premier tour. Il termine sa carrière en simple le 23 septembre 2009 après sa défaite contre Pablo Cuevas au premier tour du tournoi de Bucarest.

### Retraite sportive et reconversion
Éliminé au premier tour à Bucarest où il disputait son dernier tournoi, Andrei Pavel annonce sa retraite sportive le 23 septembre 2009, à l'âge de 35 ans. Il se déclare alors "fier" de sa carrière, au cours de laquelle il a remporté trois titres en simple et six en double.
Il a été nommé en 2009 capitaine de l'équipe de Roumanie de Coupe Davis après en avoir fait partie entre 1991 et 2008. Grâce à ses 40 victoires dans cette compétition, il a permis à la Roumanie de faire partie du groupe mondial en 1997, 2001 et de 2003 à 2008 ainsi que d'atteindre les quarts de finale en 2005.
Il a été l'entraîneur de l'ex numéro 1 mondiale, Jelena Janković et de Tamira Paszek.
En septembre 2017, il intègre le staff de Simona Halep. Lassé d'être dans l'ombre de Darren Cahill, ils cessent toute collaboration en août 2018. Il s'occupe désormais de la carrière du n°1 roumain Marius Copil.

## Parcours dans les tournois duGrand Chelem

### En simple
| Année | Open d'Australie | Open d'Australie | Internationaux de France | Internationaux de France | Wimbledon       | Wimbledon    | US Open         | US Open     |
| ----- | ---------------- | ---------------- | ------------------------ | ------------------------ | --------------- | ------------ | --------------- | ----------- |
| 1996  | —                | —                | —                        | —                        | —               | —            | 1er tour (1/64) | M. Ríos     |
| 1997  | 1er tour (1/64)  | T. Henman        | 2e tour (1/32)           | A. Costa                 | 2e tour (1/32)  | R. Krajicek  | 1er tour (1/64) | N. Lapentti |
| 1998  | —                | —                | —                        | —                        | 1er tour (1/64) | V. Spadea    | 1er tour (1/64) | F. Clavet   |
| 1999  | 1/8 de finale    | I. Kafelnikov    | 1er tour (1/64)          | H. Gumy                  | 1er tour (1/64) | A. Agassi    | 1er tour (1/64) | M. Kohlmann |
| 2000  | —                | —                | 1er tour (1/64)          | A. Portas                | 3e tour (1/16)  | W. Ferreira  | 1/8 de finale   | A. Clément  |
| 2001  | 2e tour (1/32)   | M. Safin         | 1er tour (1/64)          | C. Pioline               | 1er tour (1/64) | G. Rusedski  | 2e tour (1/32)  | M. Ríos     |
| 2002  | 3e tour (1/16)   | A. Costa         | 1/4 de finale            | À. Corretja              | 3e tour (1/16)  | N. Lapentti  | 1er tour (1/64) | H. Levy     |
| 2003  | 1er tour (1/64)  | R. Furlan        | —                        | —                        | —               | —            | —               | —           |
| 2004  | 1/8 de finale    | J. C. Ferrero    | 2e tour (1/32)           | M. Youzhny               | 2e tour (1/32)  | K. Carlsen   | 1/8 de finale   | Forfait     |
| 2005  | 2e tour (1/32)   | B. Reynolds      | 1er tour (1/64)          | F. Serra                 | 2e tour (1/32)  | T. Johansson | 1er tour (1/64) | A. Murray   |
| 2006  | 2e tour (1/32)   | F. Santoro       | 1er tour (1/64)          | S. Grosjean              | 2e tour (1/32)  | M. Baghdatís | 1er tour (1/64) | A. Agassi   |
| 2007  | —                | —                | —                        | —                        | 2e tour (1/32)  | J. Blake     | 2e tour (1/32)  | I. Ljubičić |
| 2008  | 1er tour (1/64)  | I. Andreev       | —                        | —                        | —               | —            | —               | —           |
| 2009  | 1er tour (1/64)  | A. Murray        | 1er tour (1/64)          | T. Haas                  | 1er tour (1/64) | T. Alves     | 1er tour (1/64) | R. Ginepri  |

N.B. : à droite du résultat se trouve le nom de l'ultime adversaire.

### En double
| Année | Open d'Australie            | Open d'Australie            | Internationaux de France     | Internationaux de France | Wimbledon                    | Wimbledon            | US Open                       | US Open              |
| ----- | --------------------------- | --------------------------- | ---------------------------- | ------------------------ | ---------------------------- | -------------------- | ----------------------------- | -------------------- |
| 1996  | —                           | —                           | —                            | —                        | —                            | —                    | 1er tour (1/32) C. Ferreira   | S. Lareau A. O'Brien |
| 1997  | —                           | —                           | —                            | —                        | —                            | —                    | —                             | —                    |
| 1998  | —                           | —                           | —                            | —                        | —                            | —                    | —                             | —                    |
| 1999  | —                           | —                           | —                            | —                        | —                            | —                    | —                             | —                    |
| 2000  | —                           | —                           | —                            | —                        | —                            | —                    | —                             | —                    |
| 2001  | —                           | —                           | —                            | —                        | —                            | —                    | —                             | —                    |
| 2002  | —                           | —                           | 2e tour (1/16) D. Adams      | D. Hrbatý A. Sá          | 1er tour (1/32) J. Tarango   | M. Damm C. Suk       | 1er tour (1/32) N. Kiefer     | S. Humphries P. Luxa |
| 2003  | —                           | —                           | —                            | —                        | —                            | —                    | —                             | —                    |
| 2004  | 1er tour (1/32) T. Vanhoudt | M. Damm C. Suk              | 2e tour (1/16) R. Sluiter    | F. Čermák L. Friedl      | 1/8 de finale J.-F. Bachelot | S. Aspelin T. Perry  | 2e tour (1/16) J.-F. Bachelot | M. Knowles D. Nestor |
| 2005  | 1/4 de finale T. Berdych    | J. Melzer A. Waske          | 1er tour (1/32) D. Bracciali | F. González N. Massú     | 2e tour (1/16) V. Hănescu    | J. Knowle J. Melzer  | 1er tour (1/32) R. Schüttler  | J. Hernych V. Spadea |
| 2006  | 1er tour (1/32) V. Hănescu  | B. Bryan M. Bryan           | 1/2 finale A. Waske          | B. Bryan M. Bryan        | —                            | —                    | —                             | —                    |
| 2007  | 1/8 de finale A. Waske      | J. Björkman M. Mirnyi       | 1/8 de finale A. Waske       | M. Knowles D. Nestor     | 1/8 de finale T. Johansson   | A. Clément M. Llodra | 2e tour (1/16) A. Waske       | F. Serra G. Simon    |
| 2008  | 2e tour (1/16) T. Johansson | M. Fyrstenberg M. Matkowski | —                            | —                        | —                            | —                    | —                             | —                    |
| 2009  | 1/8 de finale H. Tecău      | M. Fyrstenberg M. Matkowski | 2e tour (1/16) H. Tecău      | B. Bryan M. Bryan        | 1/8 de finale H. Tecău       | W. Moodie D. Norman  | 2e tour (1/16) H. Tecău       | B. Bryan M. Bryan    |

N.B. : le nom du ou de la partenaire se trouve sous le résultat ; le nom des ultimes adversaires se trouve à droite.

### En double mixte
N.B. : le nom de la partenaire se trouve sous le résultat ; le nom des ultimes adversaires se trouve à droite.

## Parcours dans lesMasters 1000
| Année | Indian Wells              | Miami                     | Monte-Carlo                | Rome                      | Hambourg                  | Canada                 | Cincinnati             | Essen puis Stuttgart puis Madrid | Paris                    |
| ----- | ------------------------- | ------------------------- | -------------------------- | ------------------------- | ------------------------- | ---------------------- | ---------------------- | -------------------------------- | ------------------------ |
| 1995  | —                         | —                         | —                          | —                         | —                         | —                      | —                      | —                                | 1er tour B. Black        |
| 1996  | —                         | —                         | —                          | —                         | —                         | —                      | —                      | —                                | —                        |
| 1997  | —                         | —                         | —                          | —                         | —                         | —                      | —                      | —                                | —                        |
| 1998  | —                         | —                         | —                          | —                         | —                         | —                      | —                      | 2e tour A. Agassi                | —                        |
| 1999  | —                         | 3e tour K. Kučera         | 2e tour M. Ríos            | —                         | —                         | —                      | 1er tour J. Björkman   | 1/4 de finale A. Agassi          | —                        |
| 2000  | —                         | 3e tour A. Agassi         | —                          | 1/8 de finale F. Mantilla | 1/2 finale G. Kuerten     | 2e tour M. Safin       | 1er tour T. Enqvist    | 1/4 de finale W. Ferreira        | 1er tour J.-M. Gambill   |
| 2001  | 1er tour P. Srichaphan    | 1/8 de finale A. Roddick  | 2e tour M. Gustafsson      | 1er tour I. Kafelnikov    | 1er tour N. Kiefer        | Victoire P. Rafter     | 2e tour M. Mirnyi      | 2e tour I. Kafelnikov            | 1er tour J. Boutter      |
| 2002  | 2e tour L. Hewitt         | 1/4 de finale R. Federer  | 1/8 de finale T. Johansson | 2e tour A. Roddick        | 2e tour G. Kuerten        | 2e tour M. Safin       | 1er tour J. Blake      | 1er tour J.-M. Gambill           | 1/8 de finale A. Roddick |
| 2003  | 1er tour M. Philippoussis | 2e tour T. Martin         | —                          | —                         | —                         | —                      | —                      | —                                | Finale T. Henman         |
| 2004  | 2e tour R. Federer        | 1/4 de finale F. González | 1/8 de finale G. Coria     | 1/4 de finale C. Moyà     | 1/8 de finale I. Ljubičić | 1er tour P. Srichaphan | 1er tour W. Arthurs    | 1/8 de finale L. Horna           | 1/8 de finale F. López   |
| 2005  | 3e tour A. Agassi         | 2e tour I. Andreev        | —                          | 1er tour G. Cañas         | 1er tour G. Kuerten       | 2e tour M. Puerta      | 1er tour D. Nalbandian | 1er tour T. Haas                 | 1er tour T. Haas         |
| 2006  | 1er tour J. Morrison      | 1er tour A. Martín        | —                          | —                         | —                         | —                      | —                      | —                                | —                        |
| 2007  | —                         | —                         | 1er tour P. Kohlschreiber  | —                         | —                         | —                      | —                      | 1er tour M. Baghdatís            | —                        |

N.B. : sous le résultat se trouve le nom de l’ultime adversaire.

## Classement ATP en fin de saison

### En simple
| Année | 1990 | 1991 | 1992 | 1993 | 1994 | 1995 | 1996 | 1997 | 1998 | 1999 | 2000 | 2001 | 2002 | 2003 | 2004 | 2005 | 2006 | 2007 | 2008 |
| Rang  | 460  | 548  | 489  | 311  | 408  | 214  | 140  | 109  | 66   | 42   | 27   | 28   | 26   | 72   | 20   | 67   | 115  | 76   | 1147 |

### En double
| Année | 1990 | 1991 | 1992 | 1993 | 1994 | 1995 | 1996 | 1997 | 1998 | 1999 | 2000 | 2001 | 2002 | 2003 | 2004 | 2005 | 2006 | 2007 | 2008 |
| Rang  | 677  | 376  | 718  | 529  | 267  | 200  | 172  | 241  | 200  | 112  | 442  | 260  | 65   | 1011 | 74   | 39   | 42   | 22   | 581  |

Source : (en) Classements de Andrei Pavel sur le site officiel de la Fédération internationale de tennis